# طرخشقون بلغاري
طرخشقون بلغاري (الاسم العلمي:Taraxacum bulgaricum) هو نوع من النباتات يتبع جنس الطرخشقون من الفصيلة النجمية.
سمي هذا النوع نسبةً إلى بلغاريا.